# Andrena quadrilimbata
Andrena quadrilimbata là một loài Hymenoptera trong họ Andrenidae. Loài này được LaBerge mô tả khoa học năm 1977.